# Scharffia
Genre
Scharffia est un genre d'araignées aranéomorphes de la famille des Cyatholipidae.

## Distribution
Les espèces de ce genre se rencontrent en Tanzanie, au Kenya et au Malawi.

## Liste des espèces
Selon World Spider Catalog (version 16.0, 25/02/2015) :
- Scharffia chinja Griswold, 1997
- Scharffia holmi Griswold, 1997
- Scharffia nyasa Griswold, 1997
- Scharffia rossi Griswold, 1997

## Étymologie
Cette espèce est nommée en l'honneur de Nikolaj Scharff.

## Publication originale
- Griswold, 1997 : Scharffia, a remarkable new genus of spiders from East Africa (Araneae, Cyatholipidae). The Journal of Arachnology, vol. 25, p. 269-287 (texte intégral).